# Altschlaining
Altschlaining (ungarisch Ószalónak; kroatisch Stari Solunak) ist ein Ortsteil der Stadtgemeinde Stadtschlaining im Bezirk Oberwart im Burgenland.
Er wurde in den letzten Jahren vor allem aufgrund seines jährlichen Almabtriebes von der Schönaueralm (seit 1997) in den Medien bekannt.
Es gibt einen Sportplatz (ASKÖ Schlaining), den örtlichen Verschönerungsverein, einen Kinderspielplatz, die Jugend Altschlaining sowie zwei Gasthäuser und eine Gärtnerei. Die Freiwillige Feuerwehr Altschlaining sorgt für den Brandschutz und die allgemeine Hilfe. Am Tauchenbach gelegen, findet man in Altschlaining auch die Sagmeister-Mühle, die neben einem Sortiment an Naturkostprodukten auch Führungen durch die seit dem 18. Jahrhundert bestehende Getreidemühle bietet.